# Leptoszpirózis
A leptoszpirózis (leptospirosis) egy akut fertőző és ragályos megbetegedés, az emberre patogén Leptospira interrogans baktérium, illetve annak különböző típusai okozzák. Ezek a baktériumok ellenállóak a hideg hőmérséklettel szemben, azonban melegre érzékenyek. A leptoszpirózis (más néven nádvágó láz, disznópásztor betegség, vagy pretibiális láz) egy fertőzés, amelyet a dugóhúzó alakú Leptospira nevű baktérium okoz. Tünetek nem minden esetben jelentkeznek, de ha igen, akkor lehetnek enyhébbek, mint például fejfájás, izomfájdalom, és láz; vagy súlyosabbak, mint tüdővérzés vagy agyhártyagyulladás.

## A betegség leírása
Legelőször Adolf Weil írta le a tüneteket, ezért az állapotot „Weil betegsége”-ként is szokták emlegetni. A kór általában jóindulatú, a lefolyása azonban lehet súlyos, illetve halálos kimenetelű is. Ha a fertőzés sárgaságot, veseelégtelenséget, vagy vérzést okoz, akkor Weil-betegséggel van dolgunk. Ha a tüdő erőteljesen vérzik, akkor súlyos tüdővérzéses szindrómáról beszélünk.

## A betegség hordozói és a fertőzés menete
A fertőzés forrásai lehetnek kisemlősök - rágcsálók (egér, patkány),  és nagyemlősök (disznó, kutya, róka) is. Az állatok általában vizeletükkel juttatják a talajba és a vizekbe a Leptospira baktériumot.
A fertőzött szervezetbe bőrön (apró sérülések) és nyálkahártyán (tápcsatorna egyes részei) keresztül jut be a baktérium. Emberbe általában fertőzött vizeken keresztül kerül, akár úszás, akár mezőgazdasági területeken való munka közben. A baktérium a szervezetbe jutás után a vérbe kerül, ahol elszaporodva létfontosságú szerveket támad meg. A lappangás ideje 2–20 nap.
A betegség hirtelen kezdődik, általános gyengeség, láz, hidegrázás, fejfájás, ízületi fájdalom és álmatlanság kíséri. Nem ritkán vérzési rendellenességek is előfordulhatnak, amely orrvérzésben, illetve gyomor-bélrendszeri vérzésben nyilvánul meg. Három-négy napon belül kezdődik a bőr és a nyálkahártya sárga elszíneződése, amely két-három hétig tart. Erre az időszakra jellemző az anuria, az az állapot, amikor a betegnek vesegörcs után nincs vizelete. Ebben az esetben orvosi ellátás nélkül halál következik be. A leptoszpirózis előfordulása szezonális, nyáron és ősszel gyakori. A férfiak gyakrabban fertőződnek meg, mint a nők. A betegség elkerülése érdekében ellenjavallott úszni ellenőrizetlen vizekben, illetve ritkán takarított medencékben.
A leptospira mintegy 13 géntípusa okoz megbetegedést az emberekben. Többnyire vadon élő és háziállatok terjesztik. A legismertebb fertőzést terjesztő állatok a rágcsálók. Gyakran az állati vizelet vagy állati vizeletet tartalmazó víz vagy föld jut a bőrön lévő repedésekbe, szembe, szájba vagy orrba. Fejlődő országokban a betegség leggyakrabban a farmereknél és a városban élő szegények körében üti fel a fejét. Fejlett országokban a forró és csapadékos területeken a szabadban munkát végzők esetében a leggyakoribb a megbetegedés. A diagnózis felállítása jellemzően a baktérium ellen termelődő antitestek, vagy a baktérium DNS vérben kimutatásával történik.

## Megelőzése és kezelése
A betegség megelőzhető, ha munkavégzés során védőöltözet viseletével kerüljük az esetlegesen fertőzött állatokkal való érintkezést. Ha az érintkezés nem elkerülhető, akkor az érintkezést követően kezet kell mosni. A munkahelyeken és lakóhelyeken élő rágcsálók számának visszaszorítása a megelőzés másik módja. A doxycycline nevű antibiotikum jótékony hatása nem bizonyított a turisták fertőzéseinek megelőzésénél. Állatok esetében léteznek védőoltások bizonyos típusú leptospira ellen; ezzel csökkenthetők az emberre átterjedés kockázatai. A fertőzés kezelésére alkalmazott antibiotikumok között van a doxycycline, a penicillin vagy a ceftriaxone. Kezelés ellenére is a Weil-betegség miatti halálozási arány meghaladja a 10%-ot, a súlyos tüdővérzéses szindróma miatti halálozások pedig 50%-nál is magasabbak.

## Epidemiológia
Becslések szerint évente 7–10 millió ember fertőződik meg a leptoszpirózisban. Az erre visszavezethető halálesetek számáról nincs adat. A betegség leggyakrabban a trópusi vidékeken fertőz, de bárhol előfordulhat. Járványkitörések előfordulnak a fejlődő országok nyomornegyedeiben. A betegséget először Weil írta le 1886-ban Németországban. A fertőzött állatoknak lehetnek enyhe vagy súlyos tüneteik, de jellemző a tünetmentesség is. A tünetek változhatnak attól függően, hogy milyen állatfajról van szó.  Néhány állat esetén a leptospira az ivarszervekben él, ami párzáskor átterjed.